# アラブ首長国連邦の交通

## パイプライン
- 石油 - 830キロメートル (516 mi)
- 液体を含む天然ガス - 870キロメートル (541 mi)

## 自動車交通・道路状況
- 自家用車は一般に使用されている。運転免許は最低18歳から取得可能である。女性も運転が許されている。広範囲で現代的な道路網は、海岸沿いの主要都市を結んでおり、砂漠は開発があまりされていない。
- バスは国によって提供され、個人のものはない。

## 鉄道
- 鉄道は、UAEの交通をほとんど占めていないが、鉄道への投資は続くと予想される。

## 港湾
アジュマーン港、フジャイラ港、ダース島、アブダビのハリーファ港、ザーイド港、ジェベル・アル・ダーナ港、ホール・ファッカーン、シャールジャのアル・ハムリーヤ港、ハーリド港、ドバイのジェベル・アリー港、ラーシド港、ラアス・アル＝ハイマのサクル港、ウンム・アル＝カイワイン港。

## 海運貿易
合計: 68隻 (1,000 GRT以上) 合計1,107,442 GRT/1,795,235メートル積載重量トン (DWT)

種類別: 荷船1、貨物船18、化学タンカー3、コンテナ船8、液化ガス1、家畜運搬1、客船1、石油タンカー27、RO-RO船7、特殊タンカー1 (1999年推計)

## 航空・空港
UAEには、航空機によるインフラがよく整備されている。1999年推計によると、大小40か所の空港が稼働する。

### 舗装滑走路のある空港
合計:
25

3,047 m以上:
12

2,438〜3,047 m:
3

1,524〜2,437 m:
4

914〜1,523 m:
4

914 m以下:
2 (2012年)

### 滑走路が未舗装の空港
合計:
18

3,047 m以上:
1

2,438〜3,047 m:
1

1,524〜2,437 m:
4

914〜1,523 m:
9

914 m以下:
3 (1999年推計)

### ヘリポート
2012年時点で5カ所ある。

### 領空制限
コンゴ民主共和国で登録された飛行機は全て、低い安全基準によりUAE領空に入ることが禁止されている。これは、スワジランド、赤道ギニア、シエラレオネ、サントメ・プリンシペも同様である。

## 交通に関わる事故・事件
交通事故で6人が死亡し、少なくとも40人が負傷している。2008年3月11日には、何百台もの自動車が霧に包まれたアブダビ＝ドバイ・ハイウェイで衝突し、焼けた